# Gesellschaft zur wissenschaftlichen Untersuchung von Parawissenschaften
Gesellschaft zur wissenschaftlichen Untersuchung von Parawissenschaften (GWUP) (Společnost pro vědecké zkoumání pseudověd) je nezisková organizace propagující vědecký skepticismus se sídlem v německém Roßdorfu, jejíž počet členů v roce 2016 se odhadoval na 1300, Členskou základnu tvoří jsou vědci nebo laici se zájmem o vědu. GWUP každoročně pořádá konferenci s různými klíčovými tématy.

## Cíle a témata
GWUP považuje za svůj hlavní cíl kritické posuzování neprokázaných tvrzení v oborech, jako jsou parazitologie, esoterismus, pověry, náboženství a alternativní medicína, a usiluje o osvětu ve smyslu populárního vzdělávání a ochrany spotřebitele. GWUP zdůrazňuje význam vědeckých postupů a kritického myšlení pro společenské výzvy. Kromě teoretického sporu jsou kritizováni jednotlivci, jako jsou věštci, telekinetici, zastánci podvodů s energizovanou vodou, vyznavači alternativní medicíny a astrologové, a jejich schopnosti jsou také částečně podrobovány empirickému zkoumání.
Deklarovaným cílem GWUP je podpora kritického myšlení a věd včetně jejich metod. Vědecké metody by měly být šířeny, srozumitelně vysvětlovány a aplikovány na parazitické vědy, pseudovědy i související systémy víry. To zahrnuje také vzdělávání široké veřejnosti o současném stavu vědeckých poznatků o parazitologických tvrzeních.
GWUP klade velký důraz na zdravotnická témata, jako je doplňková a alternativní medicína, zejména homeopatie, protože víra v tyto neúčinné metody vede k opomíjení účinnějších léčebných postupů. Dále se GWUP zabývá okultismem, spiritismem, esoterikou a ideologiemi, které jsou základem např. antroposofie. Kromě toho se zabývají tématy jako náboženství, víra, pověry a kreacionismus. Astrologie, věštění a proroctví jsou podrobně zkoumány v každoroční prognostické kontrole. Dalšími tématy jsou konspirační teorie, kryptozoologie, starověcí astronauti a UFO.
V Německu se GWUP angažuje také ve školské politice. V roce 2012 se pokusila zabránit státní škole v Hamburku v experimentování s waldorfským vzděláváním. V otevřeném dopise vědecká rada GWUP požadovala, aby „místo esoterických doktrín byl do centra školního vzdělávání bez rozruchu a hádek postaven osvícený, moderní a vědecký světonázor“.

## Organizace

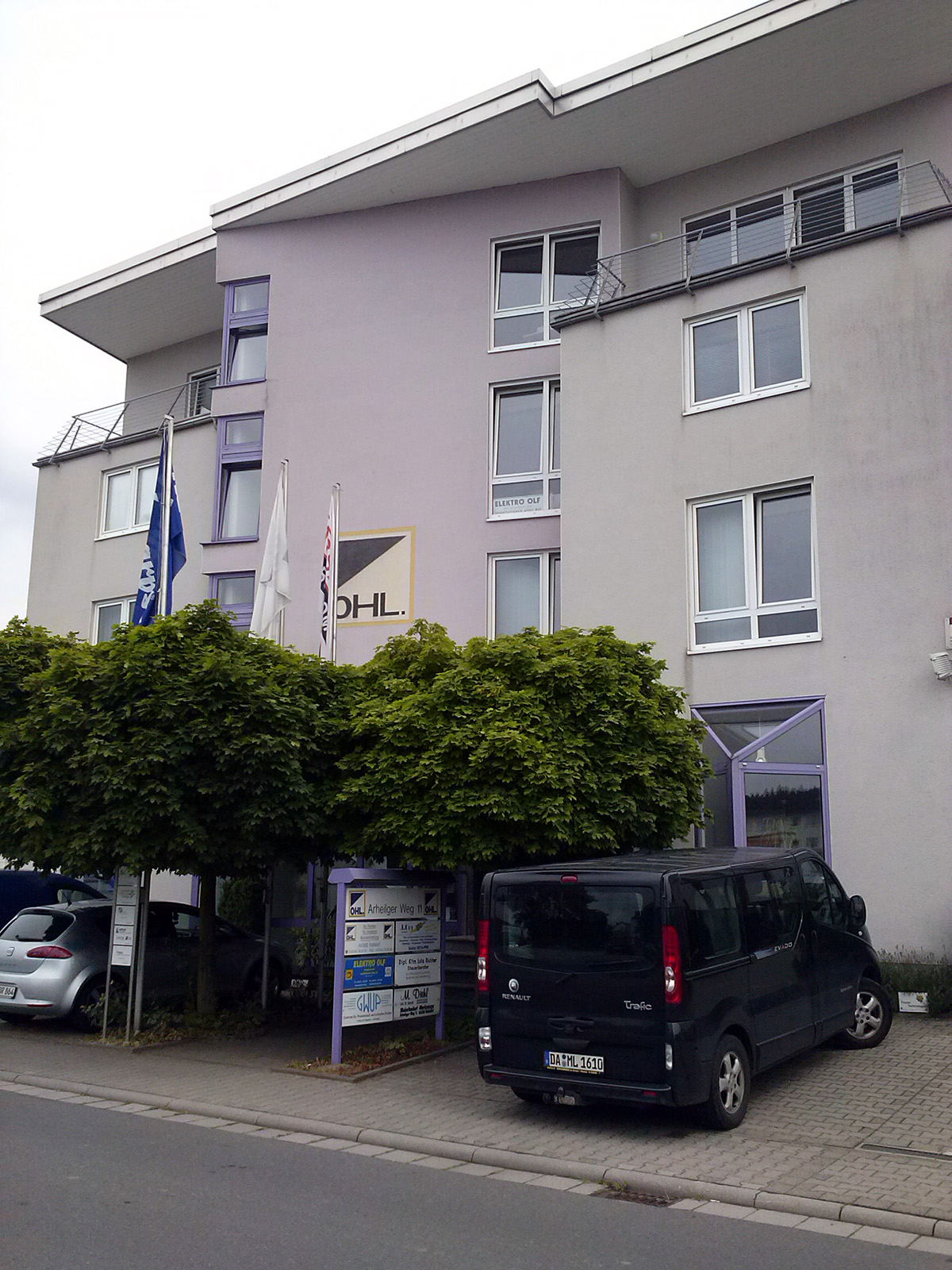
Sídlo GWUP v Roßdorfu u Darmstadtu.

GWUP byla založena 11. října 1987 v Bonnu jako registrovaný spolek, v Německu je uznávána jako charitativní organizace, která se věnuje populárnímu vzdělávání, a sídlí v Roßdorfu u Darmstadtu. Od roku 2008 je jejím předsedou elektroinženýr a spolupracovník CSI Amardeo Sarma, který v letech 2000-2013 předsedal také Evropské radě skeptických organizací. GWUP se považuje za nejstarší a největší skeptickou organizaci v německy mluvící Evropě a považuje se za součást mezinárodního skeptického hnutí. Jako své předchůdce GWUP uvádí neformální Arbeitsgemeinschaft der Skeptiker zur Untersuchung von Pseudowissenschaften und Okkultem (ASUPO, Pracovní společenství skeptiků pro zkoumání pseudověd a okultismu, založeno 7. února 1987) a Deutsche Gesellschaft zur Bekämpfung des Kurpfuschertums (Německá společnost pro boj proti šarlatánství, založena v roce 1903, zakázána nacisty v roce 1934). Společnost má k dispozici vědeckou poradní radu, které v současnosti předsedají Peter Kröling a Wolfgang Hell. Vědecká rada má interdisciplinární složení a tvoří ji vědci, badatelé a další lidé z oborů, jako je medicína, psychologie, fyzika, religionistika, biologie, pedagogika, folkloristika a kulturní antropologie. Vědecká rada má zajišťovat vědeckou úroveň práce společnosti. Za tímto účelem je do správní rady GWUP delegován zástupce vědecké rady.
V Roßdorfu provozuje GWUP Centrum pro vědu a kritické myšlení (Zentrum für Wissenschaft und kritisches Denken), které na plný úvazek vede Martin Mahner, který zde mimo jiné zodpovídá dotazy novinářů a zájemců. Centrum bylo založeno v roce 1999, ročně má kolem 200 dotazů a obsahuje referenční knihovnu.
V Německu a Rakousku existuje několik regionálních skupin GWUP. Nacházejí se v Berlíně, Essenu (pro metropolitní oblast Porúří), Hamburku, Kolíně nad Rýnem, Mnichově, Stuttgartu, Würzburgu, Vídni a Untersbergu (pro oblast Salcburk/Freilassing). Vídeňská skupina vystupuje na veřejnosti jako Gesellschaft für kritisches Denken (Společnost pro kritické myšlení).

## Aktivity

### Konference
Od roku 1989 pořádá GWUP každoročně konferenci, aby výsledky svého úsilí představila veřejnosti. V červenci 2011 se konference konala pod názvem „Fact or Fiction“ v Přírodovědném muzeu ve Vídni a na Technické univerzitě ve Vídni. V roce 2012 hostila GWUP 6. světový kongres skeptiků ve dnech 18. - 20. května v Berlíně. V roce 2013 byla konference uspořádána v Kolíně nad Rýnem a poprvé nesla název „SkepKon“. Roku 2014 byla konference uspořádána v Mnichově. a v roce 2015 ve Frankfurtu, zatímco další dva roky se konaly v Hamburku a Berlíně. Roku 2018 se SkepKon konal opět v Kolíně nad Rýnem. Mezi významné řečníky patřili Natalie Gramsová, Lydia Beneckeová, Anna Zakrissonová a Nikil Mukerji. SkepKon 2019 se konal v Augsburgu.

### Das Goldene Brett vorm Kopf
Ve Vídni se každoročně uděluje ironická cena Das Goldene Brett vorm Kopf. Během GWUP-konference ve Vídni v roce 2011 byla udělena poprvé, a to filmovému režiséru Peteru A. Straubingerovi za jeho pseudovědecký dokumentární film Na počátku bylo světlo o breathariánství. Straubinger si cenu převzal osobně. V roce 2012 byla cena udělena Haraldu Walachovi. Cenu za celoživotní dílo získal Erich von Däniken, Roku 2013 byla cena udělena organizaci Homeopaté bez hranic.

### Cena Carla Sagana pro novináře

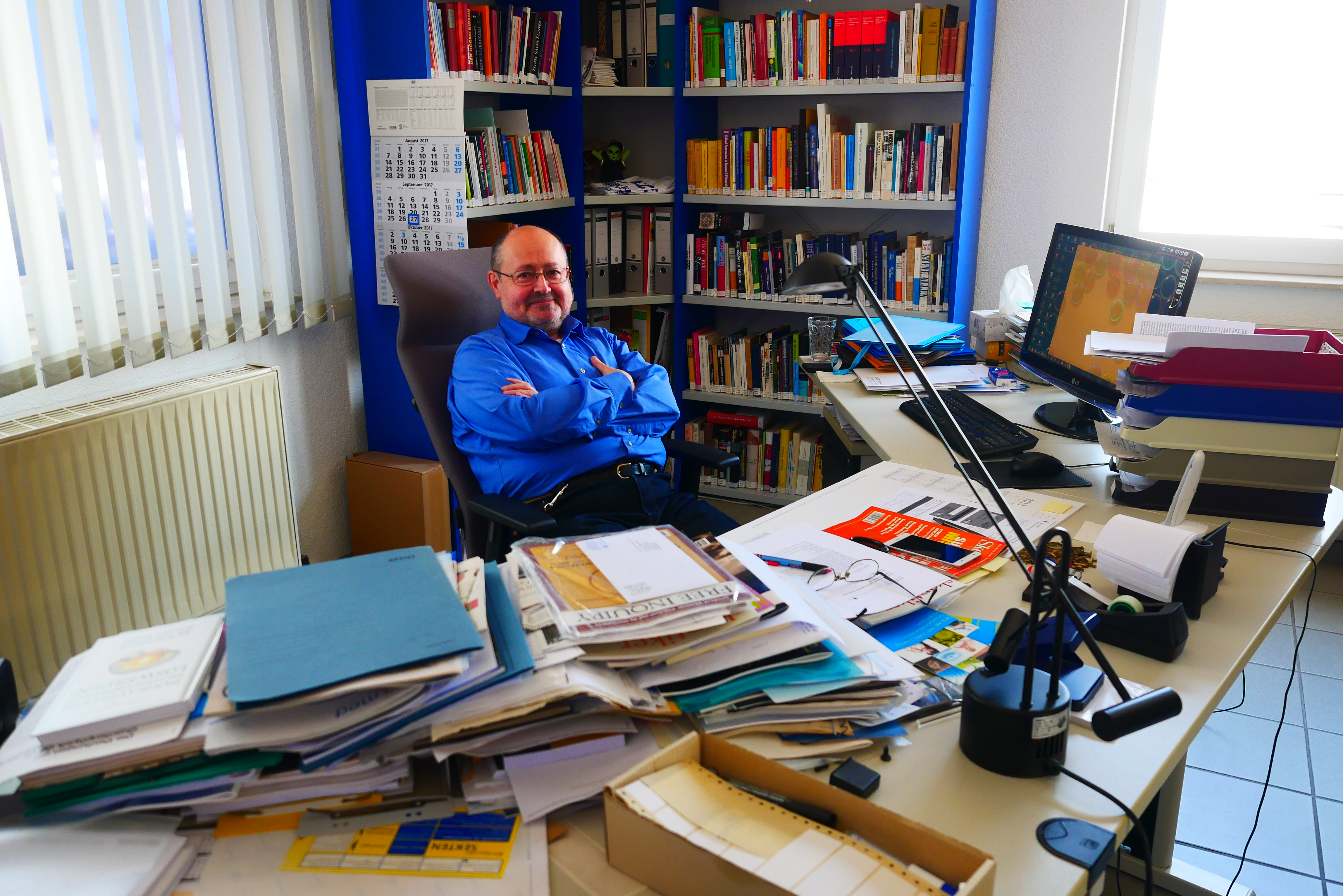
Martin Mahner v sídle GWUP.

Carl-Sagan-Preis für Journalisten je určena k ocenění článku, který poskytuje informace z kritického a vědeckého pohledu na téma v oblasti paravědy, nebo který ukazuje důsledky rozhodnutí založených na paravědě pro jednotlivce či společnost. Do soutěže se mohou přihlásit novináři a pracovníci v oblasti vědecké komunikace.

#### Seznam oceněných
- 2008: Fyzik a bývalý televizní moderátor Joachim Bublath obdržel cenu za celoživotní novinářský přínos.[40]
- 2017: Vědeckým novinářům Hristio Boytchevovi a Claudii Rubyové bylo uděleno ocenění za jejich práci o pseudomedicínské léčbě rakoviny (Cancer: The Business of Fear).[41][42]
- 2019: Cenu získal tým novinářů Nicola Kuhrtová a Hinnerk Feldwisch-Drentrup z organizace MedWatch za jejich angažovanost v boji proti pochybným lékům na internetu.[43]

### Psi-Test
Od roku 2004 GWUP každoročně provádí experimenty, při nichž testuje údajné paranormální schopnosti. Zpočátku byly experimenty prováděny ve shodě s Jamesem Randim v rámci akce One Million Dollar Paranormal Challenge, později samostatně. Odměnou za prokázání paranormálních schopností je finanční odměna ve výši 10 000 eur. Postup testování je předem dohodnut, podobně jako u Paranormální výzvy, mezi žadatelem a testujícími. Do roku 2010 se o testování svých parapsychologických schopností přihlásilo přibližně 30 zájemců, většinou šlo o proutkaře. Jeden Psi-Test se uskutečnil 12. srpna 2013 na univerzitě ve Würzburgu. Tento test sledoval novinář a psycholog Sebastian Bartoschek, od roku 2014 však nikdo úspěšně neprošel.

### Věštecká kontrola
Od roku 2002 matematik Michael Kunkel každoročně zveřejňuje retrospektivu astrologických předpovědí za uplynulý rok. Předpovědi jsou zveřejňovány na blogu Wahrsagercheck („Věštecká kontrola“). Předpovědi pocházejí převážně z internetu (asi 70 %), zbylých 30 % tvoří předpovědi v tisku (noviny, časopisy a knihy). V roce 2010 bylo vyhodnoceno 110 předpovědí od více než 60 věštců a astrologů.

### Homeopatie / Kampaň 10:23
GWUP je známým kritikem homeopatie, v roce 2005 byla iniciována petice proti zvláštnímu zacházení s homeopatií jako léčebnou metodou v Německu, v roce 2011 se GWUP zúčastnila mezinárodní kampaně 10:23, v rámci které se kritici homeopatie veřejně předávkovali vysoce účinnými homeopatickými roztoky, což sloužilo jako varování před nevědeckým principem homeopatie a vědecky vyvrácenými homeopatickými produkty.
V roce 2014 byla GWUP v několika novinách zmíněna jako hlavní kritik plánovaného bakalářského studia homeopatie v Traunsteinu, Norbert Aust byl citován: „Homeopatii chybí ambice vědy, která by studovala své vlastní základy. Výzkum v homeopatii má za cíl pouze vyvrátit tvrzení o neúčinnosti“, zatímco předseda GWUP Amardeo Sarma poznamenal, že „navrhovaná Vysoká škola homeopatie v Traunsteinu je akademickým podvodným označením a dodává pseudovědě lepší pověst“. V dubnu 2014 byla realizace tohoto kurzu zastavena.
V květnu 2018 vydala GWUP výzvu jednotlivcům a skupinám, aby reagovali na její výzvu „identifikovat homeopatické přípravky ve vysoké potenci a podrobně popsat, jak lze této identifikace reprodukovatelně dosáhnout“. První účastník, který správně identifikuje vybrané homeopatické přípravky podle dohodnutého protokolu, obdrží 50 000 eur.

### Skeptics in the Pub
Pravidelné přednášky v hospodské atmosféře na vědecká skeptická témata se konají v Hamburku, Berlíně a Kolíně nad Rýnem. V současné době existuje více než 100 skupin po celém světě, které pořádají tato neformální setkání známá jako Skeptics in the Pub.

### March for Science
GWUP podpořila March for Science (Pochod za vědu) prostřednictvím různých řečníků a mediální podpory, mimo jiné v Bonnu/Kolíně (Rouven Schäfer, předsednictvo GWUP), Hamburku (Julia Offeová, předsednictvo GWUP), Frankfurtu (Holm Hümmler), Heidelbergu Natalie Gramsová nebo Berlíně Amardeo Sarma.

## Spolupracovníci GWUP

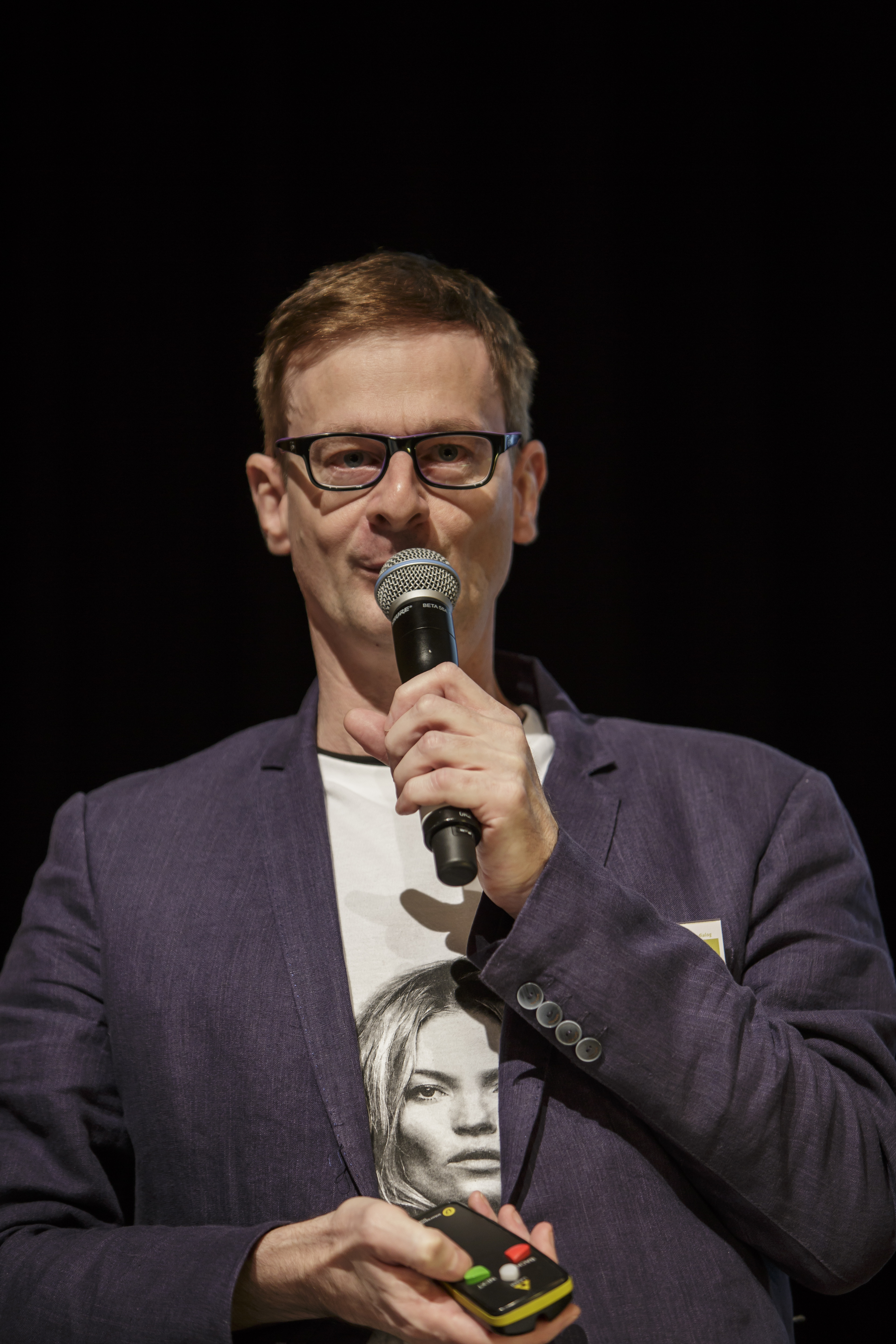
Bernd Harder

Německý skeptický časopis Skeptiker uvádí od roku 2018 seznam členů rady, kteří mají mezinárodní význam pro skeptické hnutí:
- Susan Blackmoreová
- Mario Bunge
- Edzard Ernst
- Krista Federspielová
- Kendrick Frazier
- Harriet Hallová
- Britt Marie Hermesová
- Bernhard Hoëcker
- Wolfgang Hund
- Irmgard Oepenová
- Elizabeth Loftusová
- Mark Lynas
- James Randi
- Simon Singh
- Susan Gerbicová
- Steven Novella
- Eugenie C. Scottová

### Publikace, blogy a sociální média
Od roku 1987 Gesellschaft vydává čtvrtletník Skeptiker, který publikuje články a rozhovory týkající se zájmů organizace. Roku 2011 měl Skeptiker 2200 odběratelů. Jeho vedoucí redaktorkou je Inge Hüsgenová. GWUP a několik jejích členů také provozuje široce tematicky zaměřené skeptické blogy. Blogy slouží organizaci jako doplněk jejího časopisu Skeptiker.

## Významní členové
- Lydia Beneckeová
- Edzard Ernst
- Natalie Gramsová
- Holm Gero Hümmler
- Walter Krämer
- Heinz Oberhummer
- Irmgard Oepenová
- Amardeo Sarma
- Gerhard Vollmer

## Přijetí v médiích
Akce GWUP se pravidelně objevují v redakčních příspěvcích německojazyčných masmédií. Například testy psychické odolnosti GWUP a Milionová výzva 2004 byly mimo jiné prezentovány v pořadu WDR Quarks & Co. Zejména bezprostředně před konferencí a v jejím průběhu informují o tématech a pozadí deníky a internetová média. Členové GWUP jsou často zváni jako experti do televizních pořadů na témata, kterými se organizace zabývá, například Heinz Oberhummer na téma „Wieviel Unvernunft verträgt die Wissenschaft?“ (Kolik iracionality může věda tolerovat?) v pořadu Servus TV Talk im Hangar-7, Amardeo Sarma byl hostem v pořadu ARD Menschen bei Maischberger na téma „Seher und Propheten“ (Jasnovidci a proroci), Klaus Schmeh na castingu jasnovidců v pořadu RTL Punkt 12, Bernd Harder zase v pořadu SWR Menschen der Woche o předpovědích „konce světa“ týkajících se roku 2012.
V roce 2008 byl odvysílán televizní dokument o psychotestech GWUP. Film vysílalo několik televizních stanic v německy mluvící Evropě pod názvem „Alles fauler Zauber!? Das Übersinnliche auf dem Prüfstand“ (Je to všechno prohnilá magie!? Paranormální jevy podrobeny zkoušce). O psi-testech z roku 2011 informoval Bayerischer Rundfunk ve svém televizním pořadu Vor Ort - Die Reportage. O testech z roku 2012 informoval Mitteldeutscher Rundfunk.

## Kritika
GWUP čelí kritice ze strany sociologa Edgara Wundera, jednoho ze zakládajících členů. Ten tvrdí, že GWUP téměř nezkoumá paranormální tvrzení a namísto toho prosazuje především naturalistický světonázor. Přičítá GWUP předsudky v myšlení v dichotomiích „ingroup-outgroup“. Předseda GWUP Amardeo Sarma v jednom rozhovoru vyjadřuje svůj postoj.